# 鄭秉哲
鄭秉哲（1695年5月27日（康熙三十四年四月十五）—1760年3月31日（乾隆二十五年二月十五）），和名伊佐川親方佑實，琉球國官僚、歷史學家。他也是《球陽》編纂者之一，負責編纂過《琉球國舊記》和《中山世譜》的附卷。
鄭秉哲出生在久米村的鄭氏湖城殿內家族裡，是福建長樂移民鄭肇祚的後裔。他是鄭弘良（大嶺親方）的第四子。1720年，前往清朝的福州留學，三年後歸國。歸國翌年6月擔任講解師。1721年，敘之子親雲上。同年作為官生，再度前往清朝，進入北京國子監學習。1729年3月歸國，4月再次擔任講解師。1730年，為尚敬王侍講《近思錄輯要》。此外，對琉球的地理志《琉球國由來記》進行改定和漢譯，編纂成《琉球國舊記》。
1731年，開始編纂《中山世譜》附卷。1734年10月任長史司。12月，授渡慶次地頭。1738年，因病辭去長史司職務，1739年，授伊佐川地頭，稱伊佐川親雲上。
1742年，琉球第一次設立漢文組立役，負責起草表箋文、泰文、咨文等漢字公文，鄭秉哲擔任此職。
1743年，先前開始編纂的《中山世譜》附卷的編輯移往首里，同年9月完成。翌年10月，與蔡宏謨（久高里之子親雲上克定）、梁煌（當間親雲上子明）、毛如苞（和今慶里之子親雲上）共同負責編纂《球陽》，兩年後在1745年10月完成。
鄭秉哲還扮演外交官的角色，1732年擔任都通事，1748年，擔任進貢副使正議大夫，1756年，擔任冊封謝恩副使紫金大夫，前往清朝。此外，他還出使過日本，1752年作為謝恩使團的儀衛正上江戶。1755年，尚穆王任命他為總理唐榮司，成為久米村首領。1758年，升三司官座敷（有資格參選三司官的人）。